# Ricardus le Palmere
Ricardus de Palmere (fl. 1295-1302) foi um membro do Parlamento inglês.
Ele foi um membro (MP) do Parlamento da Inglaterra por Lewes em 1295 e 1302.